# Vivald de Sancto Geminiano
Blahoslavený Vivald de Sancto Germiniano, OFS (asi 1250 – asi 1320) byl toskánský františkánský terciář a poustevník. Záhy po své smrti začal být ctěn jako světec. Oficiálně beatifikován byl až papežem sv. Piem X. v roce 1908.

## Život
Byl žákem blah. Bartola Buonpedoniho, kněze, který se staral o malomocné. Když v roce 1280 Bartolo sám onemocněl leprou, Vivald s ním šel do špitálu pro malomocné a pečoval o něj až do jeho smrti v roce 1300. Podle životopisu, pocházejícího ze 16. století, poté Vivald odešel do lesa, jménem Camporena. Zde žil v dutině stromu, ve které mohl jenom klečet. Zemřel, stár asi 70 let, kolem roku 1320.

## Beatifikace
Dne 13. února 1908 papež sv. Pius X. Vivalda beatifikoval. Dva roky poté beatifikoval rovněž jeho učitele Bartola. Vivaldova liturgická památka připadá na 1. květen, podle františkánského kalendária na 2. květen.